# Прибутковий будинок Ляхмаер
Прибутковий будинок Ляхмаер — пам'ятка культурної спадщини регіонального значення Ростова-на-Дону, яка розташована на вулиці Ульянівській, 60/1, провулок Ворошилівський, літера А. Охороняється законом згідно з Постановою Адміністрації Ростовської області від 09.10.1998 року, № 411, «Про прийняття на державну охорону пам'яток історії та культури Ростова-на-Дону та засобах по їх охороні». Згідно з Постановою від 20.12.2016 року № 488 затверджені кордони пам'ятки.

## Історія
Будинок розташований в центральній історичній частині міста. Відомо, що на кінець XIX століття він уже був побудований — у січні 1899 року Катерина Петрівна Ляхмаер стала власницею двох земельних ділянок, площа яких становила 940 квадратних метрів. На земельній ділянці вона побудувала чотириповерховий будинок, який отримав адресу Канкрінська, 70/9, провулок Великий.
В липні 1900 року з'явилась інформація про те, що санітарний комітет вважає садибу Ляхмаер небезпечною для санепідеміологічного стану міста і визнає необхідним закрити всі квартири в будинку, а тим людям, які орендують там квартири, радить знайти собі інше житло. Люди все ж залишились у своїх квартирах, проте було організоване прибирання на подвір'ї, а власниця будинку мала сплатити штраф в розмірі 15 рублів, і ще 40 рублів як витрати на прибирання.
Щорічний прибуток з будинку становив 1030 рублів. У квітні 1907 року будинок був виставлений на продаж, в червні 1907 року було проведено декілька маніпуляцій з вказаною нерухомістю. Повірений у справах Катерини Ляхмаер — юрист Черніков, продав прибутковий будинок за 30 тисяч рублів міщанці Анні Ященковой, вона в свою чергу заклала будівлю цьому ж адвокату Чернікову та купцю Токареву. Відомо, що з 1910 року власником будинку був юрист Черніков.